# سلوا سلامه
سلوا بُطرُس سلامه (۲۶ آوریل ۱۸۸۳ – ۱۰ فوریهٔ ۱۹۴۹) روزنامه‌نگار، آموزگار، سخنران، نویسنده و شاعر سوری بود. در حمص به دنیا آمد و در آنجا تحصیل کرد و سپس در زحله ادامه داد. برای روزنامه‌ها و مجلات لبنان و سوریه می‌نوشت. پس از ازدواج با جورج اطلس در ۱۹۱۳، به برزیل سفر کردند و او تا زمان مرگش در سائوپائولو در آنجا زندگی کرد. در آنجا به همراه همسرش در سال ۱۹۱۴ مجلهٔ فرهنگی و ادبی «الکرمه» را تأسیس کرد که اولین مجلهٔ عربی بود که دربارهٔ زنان سخن می‌گفت و ۳۰ سال  منتشر شد.

## زندگی و پیشه
سلوا سلامه در ۲۶ آوریل ۱۸۸۳ در حمص، سنجق حمص، ولایت سوریه، امپراتوری عثمانی، از بُطرُس نقولا/نیکولا سلامه و وَرده صنیج سلامه به دنیا آمد. صرف و نحو، عروض و تاریخ عربی را نزد برادرش حبیب و ریاضیات را نزد برادرش قَبَلان را خواند. سپس وارد مدرسهٔ دخترانه حمص شد. از پنج سالگی شروع به تحصیل کرد و در یازده سالگی با درجهٔ ممتاز فارغ‌التحصیل شد.
هنگامی که او پانزده ساله شد، به عنوان معلم در مدارس حمص منصوب شد و صدها دانش آموز دختر را آموزش داد. او مدیریت مدرسهٔ دخترانه ارتدکس در حمص را پس از معلمی در آنجا به عهده گرفت. برای مدتی در سال‌های ۱۹۰۷–۱۹۰۹ در شهر زحلهٔ لبنان زندگی کرد و برای مجلات و روزنامه‌هایی مانند «المحبت» نوشت. همچنین از او دعوت شد تا در مدرسه زَهرة الاحسان زحله تدریس کند. برای مجلهٔ «الحسنا» ی بیروت متعلق به جرج نیکولا باز می‌نوشت و سخنرانی‌ها و اشعار خود را که در مهمانی‌ها و مجالس ادبی و خیریه می‌خواند، منتشر می‌کرد. همین کار را برای روزنامهٔ «حمص» که اولین روزنامه ای بود که در سال ۱۹۰۹ در شهر حمص منتشر شد، انجام داد. در سال ۱۹۱۰، انجمن ارتدوکس فلسطین او را به عنوان رئیس مدارس دخترانهٔ حمص منصوب کرد. او پیشتر به قدس سفر کرده بود و چندین مقاله در دفاع از زنان و حقوق آنها در آنجا نوشت. سلوا سلامه به عنوان نویسنده و سخنرانی ماهر شهرت یافت. او اولین زن اهل حمص بود که بر فراز منبر ایستاد و برای توده‌ها سخنرانی کرد.
شهرت سالوا سلامه در میان نویسندگان افزایش یافت  و مقالات برجستهٔ او به خارج از کشور رسید و تحسین عمومی را به دست آورد. خانهٔ او در زحله تبدیل به باشگاهی ادبی شد که شاعران و نویسندگان برجسته ای مانند حلیم دموس، عیسی اسکندر المعلوف و دیگران در آن گرد هم می‌آمدند. در سال ۱۹۱۳ با جورج میخائیل اطلس نویسنده، شاعر و روزنامه‌نگار در حمص ازدواج کرد و او با نام همسرش به سلوا سلامه-اطلس معروف شد. در ۳۰ سالگی با هم به سائوپائولو برزیل سفر کردند ولی به دلیل وقوع جنگ جهانی اول در سال ۱۹۱۴، مجبور شدند آنجا ساکن شوند. در سائوپائولو، مدرسه‌ای عربی تأسیس کردند به نام مدرسه الکرمه. سلامه همچنین در ساخت شماری از مدارس ابتدایی سوری در برزیل، آرژانتین، و شیلی و تأمین بودجهٔ بیمارستانی در حمص مشارکت داشت. جورج اطلس و سلوی سلامه در سال ۱۹۱۴ مجلهٔ فرهنگی و ادبی «الکرمه» را در سائوپائولو تأسیس کردند. پس از مرگ جورج اطلس در سال ۱۹۲۶ هنگام سفر به آرژانتین، سلامه تا زمان مرگش به انتشار آن به تنهایی ادامه داد که پس از مرگش انتشار آن متوقف شد. مجلهٔ «الکرمه» مهاجری، اولین مجلهٔ عربی بود که دربارهٔ زنان سخن گفت و ۳۰ سال  منتشر می‌شد. سلامه در این مجله به بیان دیدگاه‌های خود در مورد مشکلات اجتماعی زنان پرداخت و برخی از شعرها، مناظره‌ها و مباحث ادبی خود را چاپ کرد.
سلوا سلامه در بیشتر ژانرهای نثرنویسی از جمله: حکایت، قصه، خاطرات، مقاله و خطبه اثر آفرید. همچین به شعر روی آورد، هرچند آثار کمی در این ژانر دارد. سلوی سلامه در ۱۰ فوریهٔ ۱۹۴۹ در سن ۶۵ سالگی درگذشت و در سائوپائولو برزیل به خاک سپرده شد.

## آثار
او چندین کتاب منتشر کرده است، از جمله:
- الكلمات الخالدة: ۱۹۲۳.
- حديثة خُطَب: ۱۹۲۸.
- جرَّة المنّ: ۱۹۳۰.
- أمامَ الموقِد: ۱۹۴۱.